# Izquierda política

Gráfico que muestra el espectro político de izquierda a derecha que según Hans Eysenck se puede graficar en la brújula política.

En política, la izquierda es el sector del espectro político que defiende la igualdad social y el igualitarismo, frecuentemente en contraposición a las jerarquías entre individuos.
El término «izquierda» se utilizó por primera vez para referirse al republicanismo, el renacimiento de la democracia durante la Revolución francesa y el liberalismo clásico. Después también comenzó a aplicarse a la socialdemocracia, al progresismo, al laborismo, y al socialismo, aunque algunos sectores, especialmente de la derecha política, usan el término también para referirse al comunismo y varias formas de anarquismo, mientras que en algunos países, como Estados Unidos, se le suele describir como de izquierda al socioliberalismo y al liberalismo moderno. A la izquierda política también se le asocia con los movimientos por los derechos civiles, el movimiento contra la guerra y al ecologismo.

## Origen del término
El término izquierda política, como el de derecha política, tiene su origen histórico en la votación que tuvo lugar el 28 de agosto de 1789 en la Asamblea Nacional Constituyente surgida de la Revolución francesa en la que se discutía la propuesta de un artículo de la nueva Constitución en la que se establecía el veto absoluto del rey a las leyes aprobadas por la futura Asamblea Legislativa. Los diputados que estaban a favor de la propuesta, que suponía el mantenimiento de hecho del poder absoluto del monarca, se situaron a la derecha del presidente de la Asamblea. Los que estaban en contra, y defendían que el rey solo tuviera derecho a un veto suspensivo y limitado en el tiempo poniendo por tanto la soberanía nacional por encima de la autoridad real, se situaron a la izquierda del presidente.
Esta manera de sentarse se trasladó a la Asamblea Legislativa, que se reunió por primera vez el 1 de octubre de 1791. Los diputados sentados a la derecha pertenecían al Club des Feuillants y al grupo de los girondinos, portavoces republicanos de la gran burguesía. En el centro figuraban diputados independientes, carentes de programa político definido. A la izquierda diputados inscritos en el club de los jacobinos, que representaban a la pequeña burguesía y el Club de los cordeliers, que representaban al pueblo llano parisino.
Así el término izquierda quedó asociado a las opciones políticas que propugnaban el cambio político y social, mientras que el término «derecha» quedó asociado a las que se oponían a dichos cambios.

## Corrientes actuales

### Izquierda democrático-reformista
La «izquierda democrático-reformista» es la que propugna que el principal marco de actuación deben ser las elecciones libres (en que no existe coacción sobre el votante y se presentan los resultados de manera transparente), la acción parlamentaria y las reformas progresivas y con amplio consenso en amplios sectores sociales. Es el tipo de izquierda predominante en la mayor parte de los sistemas democráticos de principios del siglo XXI. Ideológicamente rechaza los sistemas políticos dictatoriales y marca distancia con cualquier teoría que inspire dicho tipo de sistemas dictatoriales. Actualmente son las corrientes mayoritarias dentro de la izquierda democrática-reformista:
- Socialdemocracia: Defiende la igualdad social y el Estado de bienestar dentro de una democracia liberal. La socialdemocracia está relacionada con el socioliberalismo y el progresismo, así como también con el laborismo.
- Socialismo: Se distingue de la socialdemocracia, el progresismo, el socioliberalismo y el laborismo por ser más crítico del sistema capitalista y por buscar soluciones más drásticas a las desigualdades y problemáticas socioeconomicas.[7] Dentro de este grupo se encuentran principalmente el ecosocialismo y el socialismo democrático.

Esta última rama de la izquierda usualmente está desvinculada de otras opciones de izquierda, como la izquierda revolucionaria que propugna cambios estructurales radicales y relativamente rápidos y abruptos. Así la izquierda democrático-reformista antepone el progresismo y el reformismo, a métodos más expeditivos y que pudieran topar con un mayor grado de rechazo en ciertos sectores socioeconómicos que podrían oponerse a esos cambios, especialmente si se realizan de manera acelerada y sin el consenso suficiente.

### Izquierda revolucionaria
Este tipo de izquierda se remonta al siglo XIX, y tuvo un papel destacado en periodo revolucionario europeo de 1848. La revolución rusa de 1917 o la revolución alemana de 1918 contaron con una amplia participación de movimientos de izquierda revolucionaria, y tendrían una considerable influencia en las décadas posteriores tanto en Europa como América. En el período 1960-70, existió un número importante de grupos armados insurgentes y de guerrillas de extrema izquierda. Estos grupos lucharon por hacer caer a regímenes ideológicamente opuestos a ellos y propugnaban la equidad y la igualdad, frecuentemente desde postulados marxista-leninistas. Este tipo de guerrillas y grupos fueron especialmente frecuentes en Latinoamérica (y en menor medida en África y Asia), donde la constante pobreza e inequidad de sus sociedades llevaron a sectores de las clases menos favorecidas a la lucha armada. También han existido agrupaciones políticas de izquierda revolucionaria que conforman partidos políticos y se presentan a elecciones, mostrándose en contra del modus operandi del foco guerrillero.
Por lo general, estos grupos de izquierda son conocidos como extrema izquierda o ultraizquierda debido a que los detractores del comunismo (conservadores, liberales, socialdemócratas, etc.) suelen usar esos términos de connotación peyorativa como una generalización sobre cualquier posición que critique al sistema capitalista o democrático, a la propiedad privada y a la economía de mercado, por lo que es frecuente que la derecha considere a la izquierda revolucionaria como «extremista».
Por su parte, la llamada izquierda revolucionaria no se denomina a sí misma con la terminología peyorativa con la cual la derecha y otras ideologías rivales la denominan, sino que ellos prefieren términos como izquierda tradicional, que hace alusión a que sus ideologías se basan en los principios originales de los pensadores socialistas y marxistas, que tradicionalmente dieron origen a los movimientos políticos de izquierda.
Por otro lado, dentro del propio ámbito de las diferentes corrientes de izquierda revolucionaria, ninguno de ellos se considera «extremista» o de «ultraizquierda», pero sí hacen tales críticas a otros sectores opuestos, como es el caso de los trotskistas, quienes por apelar a la revolución intelectual y obrera, e incluso a la democracia socialista, no se consideran «extremistas» ni de «ultraizquierda», pero sí consideran de esa forma a los antirrevisionistas, ya que estos avalan regímenes, como los de Stalin, Mao Tse-Tung o Enver Hoxha, y también a los partidarios de la guerrilla foquista se los considera como de ultraizquierda.
Cabe aclarar que en la actualidad, varias fuerzas políticas socialistas o comunistas están organizadas en partidos políticos y luchan por un cambio hacia el socialismo mediante los parámetros de las democracias liberales.
- Marxismo-Leninismo: Defiende la conquista del poder por el proletariado, la extinción de la propiedad privada sobre los medios de producción y la desaparición de las clases sociales.
- Maoísmo: Versión del marxismo-leninismo aplicado a los países semifeudales y semicoloniales diferenciándose de los países capitalistas, llamándose «pensamiento de Mao Zedong».
- Trotskismo: Defiende la abolición de cualquier organismo estatista, la organización bajo la superestructura del socialismo y la abolición de la diferencia entre las clases sociales, todo de una forma voluntaria y gradual,[cita requerida] según un Programa de Transición que conduzca a la clase trabajadora a desarrollar la Revolución Permanente en pos de la Emancipación.
- Marxismo libertario: Defiende el estado como forma transitoria de organizar la sociedad, pero propone una organización federal y un gobierno no autoritario.

### Anarquismo
El anarquismo propugna la desaparición de todo gobierno obligatorio y del Estado, en pos de la libertad del individuo y colectiva en un régimen voluntario; niega la democracia representativa afirmando que la función del Estado en ese campo es nula o supresora. Aunque históricamente al anarquismo se lo ha vinculado a la izquierda o extrema izquierda, muchos anarquistas son escépticos en considerar que formen parte de tal colectivo político.
El anarquismo es una ideología que tiene sus raíces en el concepto —entre otros— de adaptarse permanentemente a los cambios sociales sin perder su esencia libertaria. Desde su aparición ha ido incluyendo a un amplio espectro de fuerzas desde el individualismo radical (del hiperracionalismo de Godwin al egoísmo de Stirner) pasando por las corrientes anarcosindicalista, socialismo o comunismo libertario, el anarcopacifismo de Gandhi, hasta los movimientos punk, cyberlibertarios y anarcocapitalistas de hoy en día. También dentro de la tendencia existen distintas posturas respecto a la organización económico/social que podrían ser enmarcadas dentro de la izquierda clasista.
Generalmente la mayoría de los anarquistas que se consideran de izquierda pertenecen a las corrientes:
- Mutualismo: Defiende una organización social basada en cooperativas autogestionadas de trabajadores federadas libremente. Se elimina la propiedad privada en beneficio del usufructo.
- Colectivismo: Persigue la organización social según la teoría del valor trabajo, eliminándose la propiedad privada de los medios de producción pero manteniéndose un reparto de la producción según la parte correspondiente al salario de cada uno. La sociedad quedaría organizada en colectividades libres de productores y consumidores federadas entre sí.
- Comunismo libertario: Defiende la sustitución del aparato estatal por una federación de comunas de productores regidas mediante mecanismos de democracia directa como asambleas o consejos. Igualmente, considera que la producción es una actividad social y que, por tanto, tanto los medios de producción como lo producido debería pertenecer a la comuna por entero, repartiéndose el trabajo según la capacidad de los individuos y la producción según sus necesidades.
- Anarquismo individualista: Propone la eliminación de cualquier tipo de autoridad sobre el individuo, incluyendo las imposiciones propias de la colectividad, no habla de destruir la sociedad sino de liberar al individuo y permitirle su organización desde la «unión libre».

### Movimientos sociales
La mayoría de los movimientos sociales que se suelen vincular con la Izquierda:
- Sindicalismo: Reivindica los derechos de los trabajadores y controla sus manifestaciones.
- Ecologismo: Propone una sociedad respetuosa con el medio ambiente.
- Antiespecismo: Defiende la igualdad social, jurídica y moral entre seres humanos y animales. Estrechamente relacionado con el veganismo.
- Pacifismo: Rechaza las guerras y cualquier tipo de violencia con fines políticos.
- Feminismo: Persigue la equiparación social entre hombres y mujeres.
- Antirracismo: Rechaza cualquier discriminación entre seres humanos por motivo de raza o etnia.
- Antifascismo: Oposición a las ideologías ultraderechistas.
- Movimiento LGBT: Defiende la no discriminación y reivindicación de derechos de lesbianas, gais, bisexuales y transexuales.
- Movimiento anticonsumismo: Oposición al consumo exagerado y artificial producido por el mercado.
- Movimiento antiglobalización: Denuncia las desigualdades provocadas por la llamada globalización.
- Laicismo: Propone un estado sin religión dominante, o sea, laico.
- Teología de la liberación: Reivindicaciones y objetivos de la izquierda política en el seno del movimiento católico en favor de los más pobres.

En gran medidas estos movimientos sociales propugnan cambios en la organización política, económica y social y son críticos con estructuras, leyes y patrones imperiantes, y por eso sus acciones están dirigidas a alterar, cambiar o modificar dichas estructuras, leyes o patrones.

## Historia y evolución

### Precedentes
Durante el Renacimiento, autores como Francis Bacon (Nueva Atlántida), Tomás Moro (Utopía) o Tommaso Campanella (La ciudad del Sol, 1623) establecieron las bases de un humanismo utópico que pasado el tiempo sería recogido por el llamado socialismo utópico. Menos directamente las diferencias políticas entre las facciones políticas romanas de los populāres y los optimātes, guardan numerosos paralelismos con las modernas izquierda y derecha.

### Desde la Revolución francesa (1789-1867)

La libertad guiando al pueblo cuadro pintado por Eugène Delacroix en 1830, inspirado en la Revolución de 1830. (Museo del Louvre, París)

Varias fueron las transformaciones sociales que se vivieron durante finales del siglo XVIII y comienzos del siglo XIX que facilitaron el nacimiento de la izquierda. Las más importantes fueron las siguientes:
- La Revolución francesa y la Independencia de los Estados Unidos hicieron que valores como la igualdad y la libertad dejaran de ser solamente conceptos teóricos o filosóficos y se convirtieran en la base sobre la que se redactaron las leyes de las nuevas constituciones, alentando la reivindicación de nuevos derechos con el fin de lograr una sociedad más igualitaria.
- La burguesía sustituyó a la aristocracia como clase dominante, contribuyendo al declive del feudalismo y de las monarquías absolutas, sistemas por los que se regían los países europeos hasta entonces, y que a su vez fueron reemplazados por la instauración del capitalismo. En un primer momento, este sistema no contemplaba el derecho a la mejora de vida de artesanos, campesinos y obreros, quienes formaban la mayor parte de la población y continuaban viviendo en la pobreza.
- La Revolución industrial, originada en Gran Bretaña y que posteriormente se extendió al continente, supuso una gran evolución en la sociedad, aunque se dieron situaciones de explotación por parte de los propietarios de las fábricas hacia sus trabajadores. Estos empleaban a hombres, mujeres o niños, sin importar su edad o sus aptitudes, las jornadas laborales eran excesivas y los sueldos muy bajos. A esto hay que añadir que la emigración masiva procedente del campo llevó a la saturación de las ciudades, provocando que muchos trabajadores vivieran en malas condiciones por causa de la falta de espacio.

Esta situación dio lugar en el Reino Unido a que los trabajadores comenzaran a reivindicar la mejora de sus condiciones laborales, estructurándose mediante Trade unions, organizaciones predecesoras de los sindicatos que promovían medidas de protesta como huelgas o colectas de firmas. También fue significativo el surgimiento del cartismo, movimiento que demandaba reformas democráticas tales como el sufragio universal o legislaciones más protectoras con la clase trabajadora.
Estos hechos marcaron el nacimiento del movimiento obrero, que se fue expandiendo por Europa hasta la creación en 1864 de la Asociación Internacional de los Trabajadores (Primera Internacional), la cual agrupaba los crecientes movimientos obreros de todos los países.
En este contexto, durante la primera mitad del siglo XIX aparecieron diversos autores, como Robert Owen, Henri de Saint-Simon o Charles Fourier, que propusieron una serie de reformas para paliar las desigualdades sociales, entre las que destacaba la organización del trabajo por medio de cooperativas o la obtención de derechos colectivos tales como seguros sociales o educación pública. No se oponían a la propiedad privada ni a la industrialización, y alegaban que la riqueza de cada persona debería ser fruto de su trabajo y no derivada de privilegios. Eran críticos con instituciones herméticas y dominantes en la época como las religiones o el patriarcado, de las que afirmaban que restaban libertad al ser humano, y también comenzaron a plantear la emancipación de la mujer.
Estos pensadores fueron encuadrados posteriormente en el seno del Socialismo utópico.

### Desde «El capital» (1867-1989)
Karl Marx y Friedrich Engels recogieron algunas ideas del Socialismo utópico, para plantear el denominado Socialismo científico, rechazando la reconciliación de clases que propugnaban los utópicos y promoviendo la lucha de clases como medio para instaurar un nuevo sistema político en el que el proletariado conquistara el poder. Las bases de su pensamiento las expusieron en El Manifiesto Comunista en 1848 y las ampliaron notablemente en El Capital, publicado en 1867.

#### Las cuatro principales corrientes de la Izquierda

«A dentro de un círculo», símbolo anarquista.

«La hoz y el martillo», símbolo comunista.

La «rosa roja», símbolo de la socialdemocracia.

Cuando nació la Asociación Internacional de los Trabajadores en 1864, las distintas interpretaciones sobre la conquista de la igualdad social pronto dieron lugar a dos grandes tendencias de la izquierda que surgieron en la época, cuya evolución fue notablemente diferente entre sí, siendo en multitud de aspectos antagónica:
- Anarquismo: El anarquismo tomó forma oficialmente como movimiento al escindirse de la AIT por las enormes divergencias entre Marx y Bakunin, uno de sus principales impulsores. Sin embargo, sus orígenes se remontan a finales del siglo XVIII, en la obra de William Godwin.[12] Sus principios se basaban en que toda forma de autoridad impuesta o poder público era corrupto y opresivo en sí mismo, siendo necesaria su supresión. Esto incluía instituciones como el Estado, la Iglesia o el patriarcado. Con ello buscaban crear una sociedad fundamentada en la soberanía del individuo y su interrelación fraterna con los demás. Es común señalar las cuatro corrientes más importantes, el anarquismo individualista, mutualismo, anarquismo comunista y el colectivismo.[13] Los autores clásicos del anarquismo son Proudhon (el primero en denominarse a sí mismo «anarquista»),[14] Bakunin,[14] Kropotkin[14] y Malatesta[14] Tiene una gran influencia en el movimiento sindical por medio del anarcosindicalismo, que intenta que los trabajadores se organicen y luchen a través de sindicatos autónomos del poder político, resultado de la síntesis del anarquismo y la acción sindical revolucionaria.[15]
- Socialismo: En los primeros años de la AIT fue la corriente dominante encabezada por Marx la que dio lugar al socialismo marxista o marxismo que en opinión del colaborador de Marx, Engels, constituía la versión «científica» del socialismo superador de los planteamientos «utópicos» del primer socialismo. Cuando se produjo la ruptura de la AIT Marx propugnó que se formaran partidos socialistas o socialdemócratas en cada Estado. El primero de ellos fue el SPD Partido Socialdemócrata Alemán que se sirvió de modelo y de referencia al resto de partido socialistas marxistas europeos y que lideró la Segunda Internacional formada por todos ellos. El estallido de la Primera Guerra Mundial puso fin a la Segunda Internacional y a raíz del triunfo de los bolcheviques en la Revolución de Octubre de 1917, se produjo la escisión del socialismo en dos grandes corrientes:
  - Comunismo: Se presentaba como la interpretación más apegada a los postulados revolucionarios del marxismo, propugnando la obtención de la igualdad social por medio de la revolución social. Por ello en un principio se les denominó continuistas del marxismo, en contraposición a los reformistas. A raíz de la creación de la Internacional Comunista (Tercera Internacional) en 1919, esta rama siguió las directrices predominantes en las Repúblicas soviéticas, basadas en las tesis leninistas. Estas otorgaron más importancia a la dictadura del proletariado (o Estado obrero) bajo el control del Partido Comunista -nuevo nombre que adoptaron los bolcheviques de Lenin, que aglutinaba a la vanguardia revolucionaria del proletariado, dentro de la sociedad. Dichos postulados fueron sometidos a posteriores reinterpretaciones por la política de Stalin y sus seguidores (también llamada estalinismo), en favor de una mayor presencia del aparato de Estado, del Partido Comunista y del control político de sus dirigentes en la sociedad. Esto tuvo graves consecuencias en detrimento de las libertades políticas. Tras sucesivos fracasos, que condujeron al aislamiento y estancamiento de la Revolución Soviética y posterior «burocratización» de la Unión Soviética y la Internacional Comunista, el marxismo-leninismo, fue proclamado como la política oficial de ambas, acompañado de las tesis del socialismo en un solo país. La oposición de izquierdas, dirigida por León Trotski, en el seno del PCUS y de la Komintern, sería expulsada y perseguida, para dar posteriormente origen a la fundación de la IV Internacional.
  - Socialdemocracia: Nació como rechazo al modelo bolchevique de Lenin y su negación de los valores de la democracia liberal. En su seno se fueron distanciando cada vez más los continuistas marxistas -que se presentaban como los más fieles seguidores del Marx originario- y los marxistas reformistas que seguían los postulados Eduard Bernstein, quien afirmaba que Marx se equivocó en muchas de sus predicciones. Esta última corriente acabó imponiéndose en todos los partidos socialistas o socialdemócratas europeos y después de la Segunda Guerra Mundial abandonaron progresivamente el marxismo -empezando por el histórico SPD- y se autodefinieron como socialdemócratas -o socialistas, entendiendo el socialismo como sinónimo de socialdemocracia-.

#### La izquierda y religión
Una de las bases filosóficas del marxismo era su oposición a todas las religiones, algo que se puede resumir con su famosa frase la religión es el opio del pueblo, esto causó que muchos lo ligaran al agnosticismo y al ateísmo. Esto no impidió que el humanismo inherente en muchas de las políticas de izquierdas, se impregnara con valores religiosos y formara corrientes como el socialismo cristiano o políticos como James Connolly, partidarios de armonizar los valores cristianos con el socialismo. Dentro del anarquismo, a pesar de que autores como Bakunin o Sébastien Faure fuesen ateos y criticasen la religión, surgió un anarquismo cristiano impulsado por intelectuales como León Tolstói. Igualmente la teología de la liberación, impulsada por Camilo Torres Restrepo entre otros, ha sido un movimiento político cristiano ligado a la izquierda.
El carácter ateo de las tesis de Marx dio lugar a enfrentamientos entre sus partidarios y algunas iglesias y su clero durante el primer tercio del siglo XX. Especialmente en los estados con iglesias poderosas e influyentes en los ámbitos sociales, económicos y políticos, en los que se alineaban con los sectores más conservadores y se oponían a la separación de la Iglesia y el Estado, debido a que esta unión les era muy favorable económica, política y socialmente. Este era el caso de Rusia, donde la Iglesia era parte del estado hasta las revoluciones de 1917, o de España en los años treinta, donde la iglesia formaba parte importante de la educación de los niños en las escuelas, de los jóvenes en las universidades y su voz tenía un gran impacto en las políticas gubernamentales.

#### La Unión Soviética y los estados socialistas

Discurso de Lenin.

En 1917 tuvo lugar la Revolución rusa como culminación de una serie de acontecimientos provocados por la oposición hacia el régimen zarista, que había gobernado el país de forma autárquica durante siglos. A ello también contribuyó el descontento por parte de todos los sectores sociales por la participación rusa en la Primera Guerra Mundial, la grave crisis económica y la hambruna que sufría gran parte de la población.
En un principio, la revolución se llevó a cabo con el respaldo de todos los sectores políticos, incluyendo liberales, mencheviques (el equivalente ruso a socialdemócratas) y bolcheviques (posteriormente comunistas), y su objetivo era instaurar una democracia liberal pluripartidista. Pero una vez derrocado el régimen zarista en febrero, el sector bolchevique encabezado por Lenin tomó el poder frente a liberales y mencheviques en octubre del mismo año y proclama un régimen socialista prometiendo paz y tierra.
Entre las primeras medidas que tomó el nuevo gobierno estaban el control de los medios de producción por parte del estado, suspender las grandes propiedades agrarias o la nacionalización de la banca. Después de una guerra civil que enfrentaría a los bolcheviques contra el resto de fuerzas políticas ayudadas por varias potencias extranjeras, en 1922 nacería la Unión Soviética. En 1924, tras la muerte de Lenin, Iósif Stalin se hizo con el poder. Su mandato se caracterizó por un autoritarismo marcado por su persecución hacia los opositores a su política, o simplemente a quienes consideraba un estorbo para su liderazgo tanto dentro como fuera del Partido Comunista. Para ello, comenzó una serie de purgas (ver Gran Purga), eliminando o enviando a sus opositores a campos de concentración conocidos como gulags (nombre que hace referencia al sistema penitenciario). En materia económica, su planificación minuciosa para industrializar la Unión Soviética, consiguió equipararla al nivel de las potencias industriales.
Nueve días antes del comienzo de la Segunda Guerra Mundial, la Unión Soviética firmó un tratado de no agresión con Alemania conocido como Pacto Ribbentrop-Mólotov. Este tratado estuvo vigente hasta que Alemania atacó a la Unión Soviética el 22 de junio de 1941 (Operación Barbarroja), al invadir el territorio polaco anexionado por la Unión Soviética en septiembre de 1939. A partir de ese momento la Unión Soviética se situó junto a Francia y Gran Bretaña frente a las fuerzas del Eje y liberó del nazismo a los países de Europa oriental. En la Conferencia de Yalta que reunió a Franklin D. Roosevelt, Winston Churchill y Stalin, las potencias vencedoras acordaron repartirse Europa creando dos bloques diferenciados: por un lado los países occidentales capitalistas y por el otro, los del este de Europa, en los que Stalin estableció regímenes comunistas. Esto llevó a un aumento de las tensiones entre las dos partes que se conoció como Guerra Fría y a la organización de los países de la órbita soviética mediante el COMECON y el Pacto de Varsovia.
Otros estados socialistas también se extendieron por varios países asiáticos, algunos de los cuales sufrieron unas políticas represivas heredadas de la época estalinista, como en el caso de la República Popular China o Camboya.
Cuando murió Stalin, su sucesor Nikita Jrushchov condenó duramente sus crímenes y su alejamiento del leninismo, acometiendo una serie de reformas conocidas como desestalinización, entre las que se encontraban la liberación y rehabilitación de las víctimas políticas de Stalin, o una moderada flexibilización de la rígida economía anterior. Estas reformas internas no impidieron la construcción del muro de Berlín, que se convertiría en el símbolo de la Europa dividida.

#### Represión hacia la izquierda

El Triángulo rojo fue utilizado por el régimen nazi para identificar a los presos de izquierdas en los campos de concentración.

El régimen nazi buscaba el exterminio de todos los grupos sociales que consideraba negativos para la Gran Alemania, entre ellos cualquier oposición política y muy especialmente la de la izquierda. Desde la subida al poder de Hitler miles de presos políticos, entre ellos muchos republicanos españoles, fueron deportados a campos de concentración, donde se les identificaba con un triángulo rojo para distinguirlos de otros reclusos. Durante la guerra, el caso más famoso fue el de la Rosa Blanca, organización formada por jóvenes estudiantes de izquierda que promovían una oposición pacífica al nazismo y cuyos integrantes fueron perseguidos y posteriormente guillotinados.
En España, después una guerra civil muy cruenta, especialmente por parte del bando fascista y de las filas prosoviéticas dentro de la II República, Franco estableció un régimen totalitario con el que reemplazó a la anterior II República. El franquismo institucionalizó la represión contra cualquier tipo de oposición por medio de ejecuciones, cadenas perpetuas o campos de concentración, al tiempo que miles de españoles de izquierdas se vieron obligados a exiliarse en otros países huyendo de la represión (ver exilio republicano). Las condenas de muerte o cárcel por motivos políticos continuaron hasta el fin de la dictadura en 1975.
En la década de 1970 en América Latina, tuvo lugar la llamada Operación Cóndor, un plan auspiciado por EE. UU. y su Secretario de Estado Henry Kissinger, cuyo objetivo era la coordinación entre los servicios de seguridad de las dictaduras militares que se autodenominaban como «anticomunistas» de Argentina (ver terrorismo de Estado en Argentina en las décadas de 1970 y 1980); Chile (ver Augusto Pinochet); Paraguay (ver Stroessner); Uruguay (ver Golpe de Estado del 27 de junio de 1973); Guatemala (ver Guerra Civil de Guatemala); Brasil, Colombia y Bolivia. Esto se tradujo en una persecución sistemática hacia los simpatizantes de izquierda y los partidarios de la democracia. Así en países como México el gobierno hegemónico del Partido Revolucionario Institucional ejecutó, persiguió, torturó y exilió a miles de mexicanos durante los 70 años que estuvo en el poder Durante el tiempo que dichas dictaduras se mantuvieron en el poder, utilizaron los secuestros, asesinatos y torturas a gran escala para eliminar la disidencia (ver Detenidos desaparecidos). Aún hoy en estos países hay miles de desaparecidos cuyos restos no han sido encontrados.

#### La izquierda en los sistemas democráticos
Paralelamente, en las democracias occidentales la izquierda evolucionó de manera opuesta a los estados socialistas. Los partidos socialdemócratas se desmarcaron de la Unión Soviética desde su nacimiento, optando por defender las normas y los valores propios de los sistemas democráticos. También dentro de los seguidores del marxismo aparecieron numerosas voces críticas que se desvinculaban del comunismo dictatorial. La escuela de Fráncfort, fundada en 1923 y en activo en la actualidad, partía de algunas teorías marxistas, buscando adaptarlas a los nuevos cambios sociales y despojarlas de sus rasgos más autoritarios, oponiéndose a la lectura que de ellas hicieron Lenin y sus seguidores. Otros intelectuales de izquierda también desaprobaban y se oponían a las dictaduras comunistas, como es el caso de George Orwell.
Al término de la Segunda Guerra Mundial, en estos países se vivió un auge de las clases medias y mejoras significativas en las condiciones de vida. De esta forma, una vez conseguidos los derechos más básicos para la mayor parte de la población, la izquierda empezó a identificarse con la demanda de otro tipo de derechos, tanto sociales como individuales. En esta época los partidos socialdemócratas comenzaron a acceder al gobierno de los estados europeos, alternándose en el poder con los partidos conservadores con total normalidad.

##### Los años 1960 y laNueva izquierda

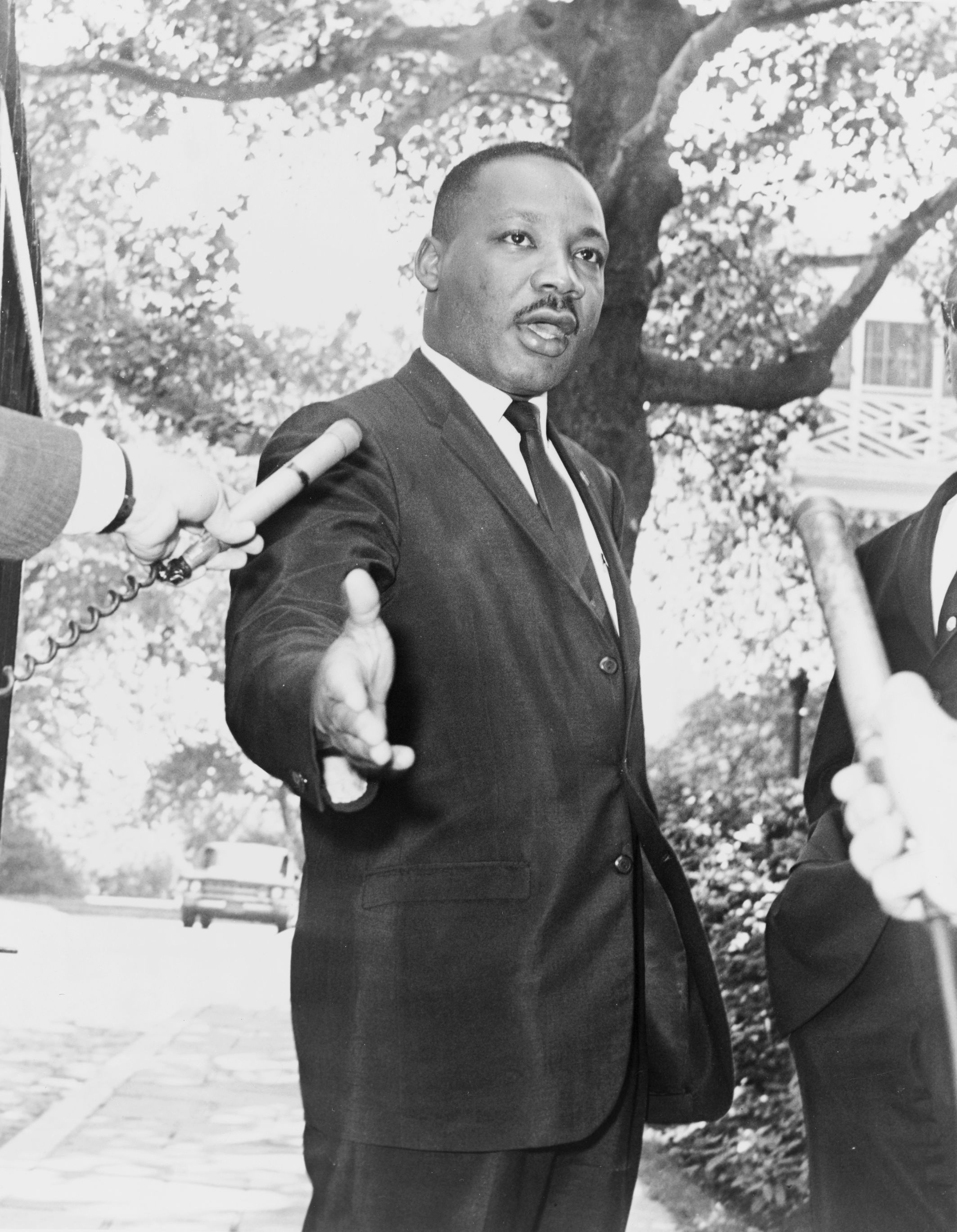
Martin Luther King, líder del movimiento en favor de los derechos civiles de los afroestadounidenses.

Símbolo pacifista.

Durante los años 1960, los cambios sociales se aceleraron de forma vertiginosa, gracias en parte a los nuevos movimientos originados en la nueva izquierda, cuyos logros hicieron de esta década una etapa crucial en la evolución de la sociedad occidental.
Por una parte, en Estados Unidos, Kennedy se propuso terminar con el racismo y la discriminación legal hacia las personas de raza negra, cuya lucha estaba liderada por Martin Luther King al frente del Movimiento por los Derechos Civiles. Asimismo, la feroz guerra de Vietnam obtuvo una considerable oposición por parte de la opinión pública estadounidense, originándose protestas masivas en su contra y emergiendo así el movimiento pacifista. La ecología también se difundió a raíz de la creciente contaminación medioambiental y la masificación urbana, causadas por la industrialización a gran escala. Igualmente el feminismo se fue extendiendo de la mano de intelectuales como Simone de Beauvoir que planteaban un nuevo papel de la mujer dentro de la sociedad alejado del rol exclusivo de madre y esposa tradicional. A finales de los 60 también vio la luz oficialmente el movimiento gay a raíz de los disturbios de Stonewall en Nueva York, provocados cuando un grupo de homosexuales se rebelaron contra la discriminación de la que eran objeto.
Estas nuevas reivindicaciones se vieron fortalecidas por el gran empuje de los movimientos juveniles, especialmente del movimiento hippie, que por primera vez planteaban una visión del mundo diferente a la de sus adultos. Los jóvenes también fueron los protagonistas de las revueltas estudiantiles de Mayo del 68 en París, en las que influidos por filósofos como Jean Paul Sartre o Herbert Marcuse, y el Movimiento de 1968 en México ambos fueron perseguidos y reprimidos por el estado. Ambos proponían una sociedad en la que tuvieran cabida estas nuevas demandas, tanto las de carácter social como las referentes a los derechos individuales.
Una de las consecuencias de Mayo del 68 fue la ruptura definitiva de los partidos comunistas europeos con las posturas oficiales de la Unión Soviética después de varios años de progresivo distanciamiento, a lo que también contribuyó la invasión soviética de Checoslovaquia después de la Primavera de Praga. Nace así el eurocomunismo promovido por los citados partidos, con el que pretenden adaptarse a las nuevas demandas sociales y asumir como marco incuestionable la democracia liberal y su carácter plural, alejándose para ello de los postulados teóricos y ortodoxos anteriores. Una parte minoritaria de la izquierda vio en esta evolución una traición a la izquierda original y comenzaron a fundar otras organizaciones notablemente más radicalizadas, muchas de las cuales fueron ilegalizadas por defender métodos revolucionarios.

### Posiciones actuales (1989-actualidad)

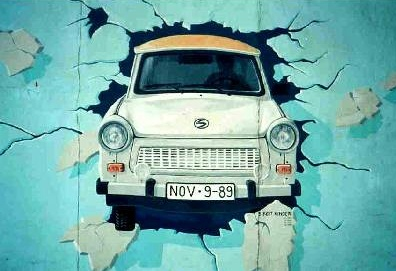
Célebre mural, icono de la caída del Muro de Berlín.

Tras la caída del Muro de Berlín (1989) y del bloque soviético, los movimientos de carácter marxista pierden mucha fuerza, dando lugar a que los planteamientos de la «nueva izquierda» desarrollados en los países occidentales durante los años anteriores, se consoliden como la opción mayoritaria de izquierda en casi todo el mundo.

#### Latinoamérica
Sin embargo, la insurrección del EZLN en 1994 y la victoria de Hugo Chávez en las elecciones venezolanas de 1998 lleva al resurgimiento de una izquierda que se ha declarado combativa, heredera de la tradición marxista y antiimperialista, en toda América Latina, pero que en algunos casos se ha apoyado de políticas de derecha. La siguiente lista incluye gobiernos, partidos y líderes de países latinoamericanos adscritos a la izquierda:
- Argentina, con Sergio Massa y Cristina Fernández de Kirchner del Partido Justicialista (Peronismo, Kirchnerismo, Socialdemocracia, Populismo de izquierda)
- Bolivia, con Luis Arce, del Movimiento al Socialismo (Socialismo democrático, Bolivarianismo, Indigenismo, Antiimperialismo, Nacionalismo, Socialismo del siglo XXI, Plurinacionalismo)
- Brasil, con Luiz Inácio Lula da Silva, del Partido de los Trabajadores (Progresismo, Socialdemocracia, Laborismo, Lulismo, Antiimperialismo, Populismo de izquierda)
- Colombia, con Gustavo Petro, del Pacto Histórico (Progresismo, Socialdemocracia, Liberalismo Social, Feminismo, Política Verde)
- Cuba, con Miguel Díaz-Canel, del Partido Comunista de Cuba (Antiimperialismo, Socialismo de Estado, Marxismo-leninismo, Socialismo de Mercado, Patriotismo socialista, Latinoamericanismo, Antifascismo)
- Chile, con Gabriel Boric, de Convergencia Social, (Progresismo, Socialismo libertario, Autonomismo, Feminismo, Socialdemocracia, Ecología política, Democracia participativa, Democracia semidirecta)
- Honduras, con Xiomara Castro, del Partido Libertad y Refundación (Socialismo del siglo XXI, Socialismo democrático, Progresismo, Populismo de izquierda, Antiimperialismo, Latinoamericanismo)
- Nicaragua, con Daniel Ortega, del Frente Sandinista de Liberación Nacional (Sandinismo, Teología de la liberación, Socialismo del siglo XXI, Socialismo cristiano, Populismo, Antiimperialismo, Nacionalismo de izquierda)
- México, con Andrés Manuel López Obrador, y Claudia Sheinbaum, de MORENA (Reformismo, Nacionalismo de izquierda, Antineoliberalismo, Democracia participativa, No intervención, Populismo de izquierda
- Panamá, con Laurentino Cortizo, del Partido Revolucionario Democrático (Torrijismo, Socialdemocracia, Latinoamericanismo, Populismo)
- Perú, con Vladimir Cerrón Rojas, de Perú Libre (Socialismo del siglo XXI, Socialdemocracia, Marxismo-leninismo, Mariateguismo)
- Uruguay, con Yamandú Orsi, de Frente Amplio (Se autodefine como un partido político progresista, democrático, popular, antioligárquico y antiimperialista)
- Venezuela, con Nicolás Maduro, del Partido Socialista Unido de Venezuela (Bolivarianismo, Socialismo del siglo XXI, Antiimperialismo, Antiamericanismo, Chavismo, Teología de la liberación, Antifascismo, Populismo de izquierda)

#### Europa
En el caso de Europa, casi todos los grandes partidos de izquierda son socioliberales o socialdemócratas, entre ellos se puede mencionar a:
- Alemania, con Olaf Scholz, del Partido Socialdemócrata de Alemania
- Bélgica, con Pierre-Yves Dermagne, del Partido Socialista
- Dinamarca, con Mette Frederiksen, de los Socialdemócratas
- España, con Pedro Sánchez, del Partido Socialista Obrero Español
- Finlandia, con Sanna Marin, del Partido Socialdemócrata de Finlandia
- Francia, con Anne Hidalgo, del Partido Socialista
- Grecia, con Alexis Tsipras, de la Coalición de la Izquierda Radical
- Italia, con Elly Schlein, del Partido Democrático
- Luxemburgo, con Paulette Lenert, del Partido Socialista Obrero Luxemburgués
- Noruega, con Jonas Gahr Støre, del Partido Laborista de Noruega
- Países Bajos, con Lilian Marijnissen, del Partido Socialista
- Polonia, con Wlodzimierz Czarzasty, de la Alianza de la Izquierda Democrática
- Portugal, con Pedro Nuno Santos, del Partido Socialista

- Reino Unido, con Keir Starmer, del Partido Laborista
- Suecia, con Magdalena Andersson, del Partido Socialdemócrata Sueco
- Suiza, con Mattea Meyer, del Partido Socialista Suizo

#### Asia
En Asia, algunos países preservan un sistema más cercano al del Estado socialista con características comunistas, pero de manera independiente y no aglomerados en un único bloque como lo fue la ex-Unión Soviética, y con grandes reformas que en muchos casos han llevado a un socialismo de mercado prácticamente capitalista.
- China, con Xi Jinping, del Partido Comunista Chino (Socialismo con características chinas, Economía de mercado socialista).
- Corea del Norte, con Kim Jong-un, del Partido del Trabajo de Corea (Socialismo de Estado, Antiimperialismo, Nacionalismo de izquierda, Juche).
- Laos, con Choummaly Sayasone, del Partido Popular Revolucionario de Laos (Marxismo-Leninismo).
- Nepal, con Ram Baran Yadav, del Partido del Congreso Nepalí (Socialismo democrático).
- Siria, con Bashar Al Assad, del Partido Baaz (Socialismo árabe, baazismo, panarabismo)
- Vietnam, con Nguyễn Minh Triết, del Partido Comunista de Vietnam (Economía de mercado socialista).

#### África
El África hay mucha diversidad de ideologías dentro de la izquierda.
- Angola, con João Lourenço, del Movimiento Popular de Liberación de Angola
- Argelia, con Hamid Belahcel, del Frente de las Fuerzas Socialistas
- Marruecos, con Nabil Benabdallah, del Partido del Progreso y el Socialismo
- Sudáfrica, con Julius Malema, de los Luchadores por la Libertad Económica

### Posicionamiento ideológico actual

#### Economía
La mayoría de los partidos políticos de izquierda son partidarios de integrar políticas que fomenten el estado del bienestar, donde el Estado garantice el acceso por parte de todos los ciudadanos a derechos básicos como la sanidad, la educación, la prestación por desempleo o las pensiones de jubilación, entre otros.
En los últimos años, han surgido algunos movimientos de izquierda como el movimiento antiglobalización, en el que se pueden encontrar tanto sectores que aceptan un «capitalismo con rostro humano», como sectores anticapitalistas, pero aceptando ambos vías democráticas no autoritarias. Proponen también un modelo que supere la democracia representativa e incorpore elementos de democracia participativa y directa.

#### Sociedad

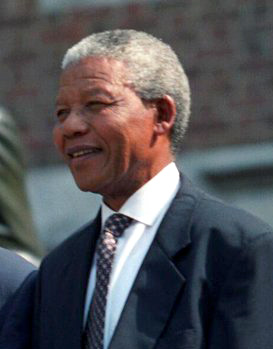
Nelson Mandela, símbolo de la lucha antirracista y líder del partido Congreso Nacional Africano.

Muchos de los valores de la izquierda actual se aproximan a los del Humanismo, incidiendo en la solidaridad con los más desfavorecidos dentro de la sociedad: sectores populares, trabajadores, inmigrantes, minusválidos, ancianos, etc. También promueve la equiparación o incluso la discriminación positiva a favor de la mujer; la reinserción y rehabilitación de los delincuentes; y la defensa de los derechos de las minorías. La izquierda suele considerar el mestizaje y la emigración como positivos, respetando otras culturas y tradiciones diferentes, en tanto éstas sean compatibles con los principios democráticos y los Derechos Humanos. Esta nueva izquierda también es crítica con la pena de muerte.
Apuesta también por el ecologismo y la supresión de la energía nuclear, promoviendo otro tipo de energías alternativas más respetuosas con el medio ambiente. Algunos de los antiguos partidos comunistas se han asociado con movimientos ecologistas, es el caso de la española Izquierda Unida.
Algunas posturas minoritarias de izquierda tienden a defender la despenalización o la legalización de las drogas blandas como la marihuana y el hachís, o en otras ocasiones de todas ellas, argumentando que al estar reguladas como ocurre con otras drogas legales, se acabaría con las mafias y con las muertes por su mala calidad. En países como Holanda es legal la venta de drogas.

#### Sexualidad y familia

Símbolo internacional que representa la lucha contra el sida.

La izquierda suele enfocar la sexualidad de forma abierta, considerándola como una más de las libertades individuales de cada persona; aunque actualmente esta visión no es exclusiva de la izquierda, ya que la actitud hacia la sexualidad ha cambiado significativamente en muchos sectores de la sociedad.
Esto se traduce en su apoyo al uso de métodos anticonceptivos, tanto como medio de planificación familiar como para evitar el contagio y la propagación de enfermedades de transmisión sexual, especialmente del sida. También apoya la reivindicación de los derechos de los homosexuales, incluyendo el matrimonio. Asimismo, respalda la unión libre entre dos personas como forma de convivencia alternativa a la institución matrimonial.
Hay corrientes dentro de la izquierda que consideran que la prostitución debe ser regulada para proteger y ampliar los derechos de las personas que la ejercen, mientras otras la ven como una forma de explotación sexual que debe ser abolida.
El aborto también es contemplado por la izquierda desde varias posturas, que van desde la que sostiene que debería ser libre, hasta la de quienes defienden que solo debería estar permitido cuando haya riesgos graves para la salud de la madre o del feto.
La eutanasia también es defendida mayoritariamente por los partidos de izquierda
En general, los movimientos de izquierda también aprueban prácticas científicas como la reproducción asistida o la más controvertida investigación con células madre.

#### Religión
La izquierda política actual apoya la necesidad de un Estado laico y aconfesional, cuya base es la separación de poderes entre la Iglesia y el Estado, permaneciendo al margen de las legítimas creencias religiosas de cada persona. El objeto es crear una sociedad plural y respetuosa, en la que tanto los seguidores de cualquier religión como los no creyentes puedan estar integrados en ella. En países como Francia, el carácter laico del Estado es apoyado por la mayoría de partidos políticos, incluidos los liberales, pertenecientes a la derecha.
Dentro de la izquierda también hay numerosos cristianos. Durante los años 60, dentro de la Iglesia católica latinoamericana, surgió una corriente teológica llamada Teología de la liberación con orígenes marxistas, aunando en su doctrina elementos cristianos y de izquierda.

#### Política internacional

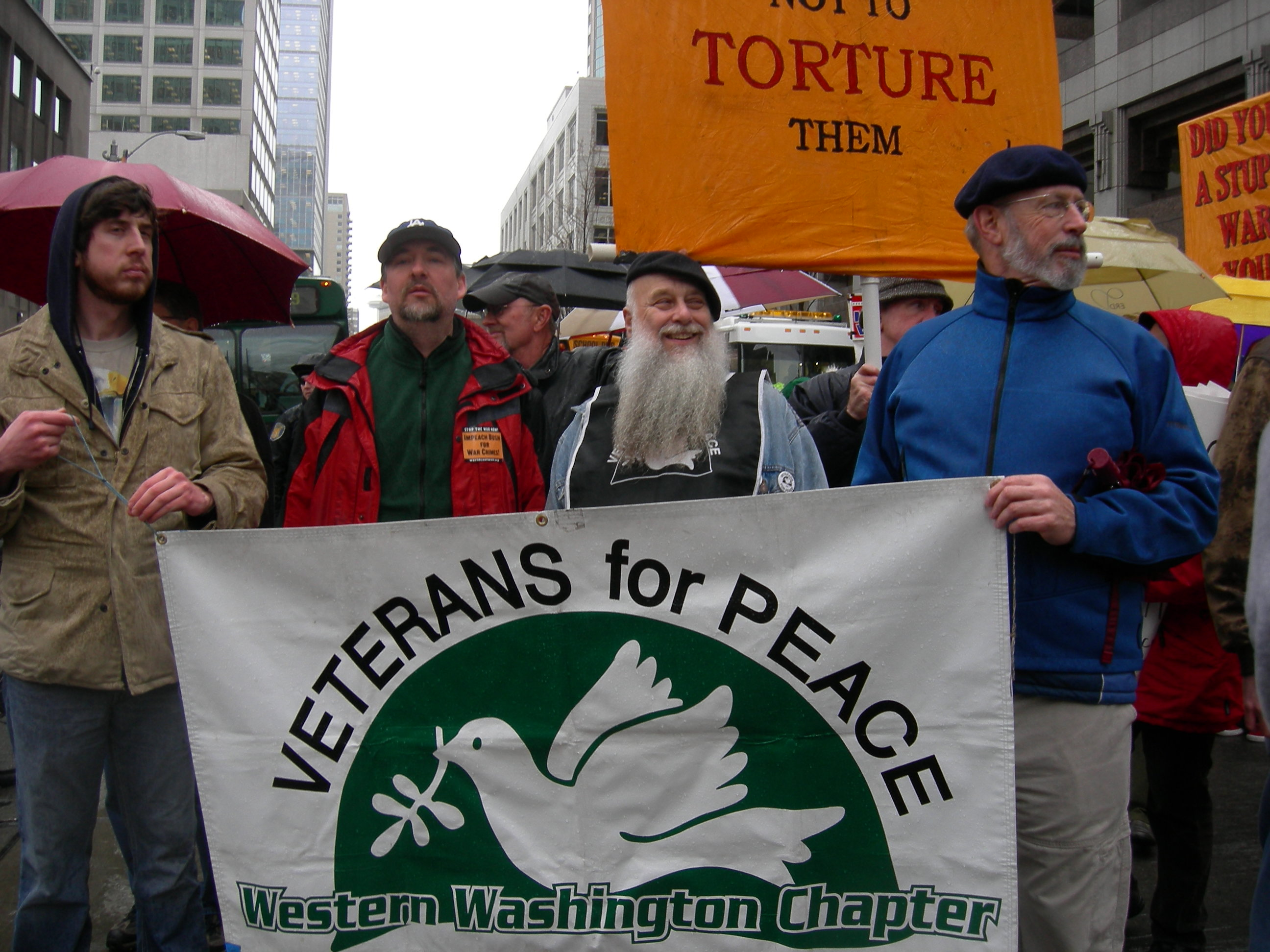
Protesta en Washington D. C. en contra de la guerra de Irak.

La izquierda mayoritaria en los países occidentales se suele identificar con el pacifismo, rechazando las guerras y las intervenciones militares. Respalda la legitimidad de las Naciones Unidas y el respeto a los Derechos Humanos. Asimismo, promueve la cooperación con países del Tercer Mundo para ayudar a mejorar su situación.
Todas estas posturas dan lugar a que la izquierda, incluyendo buena parte de la estadounidense, suela tener una actitud crítica hacia algunas actuaciones de Estados Unidos en materia de política exterior (la invasión de Irak, la Operación Cóndor, etc.) y hacia la actuación de Israel en Palestina. Por ello, los más críticos con la izquierda, como Oriana Fallaci, la califican de antioccidental.
Además del pacifismo mayoritario en la izquierda, también existen ideologías militaristas como el estalinismo.

#### Críticas a laNueva Izquierda
Los comunistas y socialistas seguidores de los principios originales de Karl Marx afirman que la llamada Nueva Izquierda (o tercera vía) autoproclamada como «progresista» no es más que una nueva forma de neoliberalismo posmodernista que pretende «reinventar» el capitalismo para alejarlo de la caduca imagen de posición conservadora y darle un nuevo aspecto «renovado» y «más humanitario», al ablandar su postura acercándose a ciertos conceptos de las libertades individuales, la ecología, los derechos humanos, y demás asuntos sociales promovidos por la izquierda, pero conservando a la economía de mercado y a la democracia liberal como eje central de la sociedad, alejando así a la clase trabajadora de los conceptos netamente marxistas como la lucha de clases, el estudio de la plusvalía y la búsqueda de la propiedad social, los cuales son de altísima importancia para los partidarios de la izquierda original.
Según esta visión generalmente aceptada por marxistas-leninistas, trotskistas y también anarquistas, la Socialdemocracia no es más que una forma «reciclada» del neoliberalismo para continuar con la estructura social capitalista y así impedir que las masas se inclinen hacia la izquierda realmente socialista y/o revolucionaria, debido a que «socializar el liberalismo» no es lo mismo que sustituirlo por el socialismo.